# جون هيرد
جون هيرد (بالإنجليزية: John Heard)‏ (مواليد 7 مارس 1946 في الولايات المتحدة - الوفاة 21 يوليو 2017)، هو ممثل أمريكي بدأ مسيرته الفنية سنة 1975. اشتهر بعد تمثيله دور الأب بيتر ماكاليستر في سلسلة أفلام «وحيد في المنزل» في التسعينات. كما رشح لنيل جائزة إيمي عن عمله في مسلسل آل سوبرانو.

## حياته
ولد هيرد في واشنطن من عائلة كاثوليكية، درس في جامعة كلارك، وبدأ هيرد حياته المهنية في السبعينيات كممثل في المسرح والمسلسلات والسينما.

## الوفاة
تُوفي في 21 يوليو 2017 بعمر 71 عاماً بعد أن وجدوه الموظفين ميتاً في شقته في إحدى فنادق ولاية كاليفورنيا. يُذكر بأن ابنه ماكس تُوفي قبل 6 أشهر من وفاته.

## وصلات خارجية
- جون هيرد على موقع IMDb (الإنجليزية)
- جون هيرد على موقع روتن توميتوز (الإنجليزية)
- جون هيرد على موقع ألو سيني (الفرنسية)
- جون هيرد على موقع تيرنر كلاسيك موفيز (الإنجليزية)
- جون هيرد على موقع أول موفي (الإنجليزية)
- جون هيرد على موقع قاعدة بيانات برودواي على الإنترنت (الإنجليزية)
- جون هيرد على موقع قاعدة بيانات الأفلام السويدية (السويدية)
- جون هيرد على موقع إن إن دي بي (الإنجليزية)
- جون هيرد على موقع قاعدة بيانات الفيلم (الإنجليزية)
- جون هيرد على موقع كينوبويسك (الروسية)